# 12e régiment de hussards (France)
Pour les articles homonymes, voir 12e régiment.
Le 12e régiment de hussards est un régiment de l'armée française créé pendant la Révolution française.

## Création et différentes dénominations

Sous-lieutenant et maréchal des logis du en 1876.

- 9 février 1794 : Levée du 12e Régiment de Hussards, créé à partir des Hussards de la Montagne (organisés le 6 novembre 1793 )[1] et de Chasseurs à cheval
- 1803 : Le 12e Régiment de Hussards devient le 30e Régiment de Dragons
- 8 janvier 1812 : Création du 9e Bis de Hussards, avec les 2e, 3e et 4e escadrons du 9e Hussards qui sont en Espagne.
- 10 mai 1813 : Le 9e Bis de Hussards devient 12e Régiment de Hussards
- 12 mai 1814 : Le 12e Hussards est dissous
- 29 septembre 1873 : recréation du 12e Régiment de Hussards avec des escadrons du 2e, 4e, 6e et 10e Hussards[2].
- 5 août 1916 : à la dissolution de la 8e DC, le 12e Hussards fut scindé en deux 1/2 régiments :

1. à la 73e DI - l'EM, 1er et 2e escadrons
2. à la 129e DI - les 3e et 4e escadrons

- 1er août 1917 : le régiment est reformé à 4 escadrons avant d'être de nouveau scindé en décembre 1917 en 2 groupes d'escadrons, affecté le 1er à la 67e DI et le 2e à la 68e DI.
- Le 12e Hussards est regroupé à l'armée du Rhin, en février 1919.
- 1922 : dissous

## Chefs de corps
- 1793 : chef de brigade frédéric Hay
- 1795 : chef de brigade La Rocheblin
- 1797 : chef de brigade Pierre Clément de Champeaux
- 1797 : chef de brigade Joliet
- 1800 : chef de brigade Fournier
- 1802 : chef de brigade Jean François Dupré (*)
- 1812 : colonel Louis Pierre Alphonse de Colbert
- 1814 : colonel de Galbois
- 1873 : colonel de Beaumont
- 1874 : colonel O'Brien
- 1880 : colonel Duguen
- 1881 : colonel Le Guern
- 1882 : colonel Renault-Morlière
- 1886 : colonel Toscan du Terrail
- 1890 : colonel Allaire
- 1893 : colonel Cersoy
- 1898 : colonel de Froissard de Broissia
- 1898 : colonel de Renouard de Sainte Croix

- décembre 1909 - octobre 1914: colonel Peillard[3]
- octobre 1914 - 1916 : lieutenant-colonel Barthélémy de Saizieu[3]
- 2 groupes en 1916 :
  - 1er groupe : lieutenant-colonel Barthélémy de Saizieu[4]
  - 2d groupe : chef d'escadrons Germain[5]
- août - décembre 1917 : lieutenant-colonel Barthélémy de Saizieu[6]
- 2 groupes en décembre 1917
  - 1er groupe : lieutenant-colonel Barthélémy de Saizieu[7] puis lieutenant-colonel de Traversay (août 1918)[8]
  - 2d groupe : chef d'escadrons Germain[9]
- janvier 1919 - 1921 : lieutenant-colonel de Traversay[10]
- 1921 : lieutenant-colonel Mauche

## Historique des garnisons, combats et batailles

### Guerres de la Révolution et de l’Empire
- Armée des Pyrénées occidentales - campagnes de 1794 et 1795 : opérations en Espagne, reddition de Saint Sébastien, actions autour de Pampelune et de Bilbao.
- Armée des côtes de l'océan  - 1er et 2e campagne en Irlande (1796-1798) : deux escadrons furent embarqués pour participer aux opérations en Irlande sous les ordres du général Hoche, mais furent capturés en mer par l'ennemi et demeurèrent en captivité pendant deux ans.

Un détachement du 12e hussards embarqué pour l'expédition d'Irlande pour soutenir le général Humbert est fait prisonnière au combat naval de l'île de Toraigh le 12 octobre 1798.
- Première armée de réserve - Campagne de 1800 en Italie, de 1801 en Suisse : en mars 1800, le 12e Hussards à 4 escadrons participent aux batailles de Montebello (9 juin 1800), de Marengo (14 juin 1800). Faisant partie de l'Armée d'Italie, le 12e Hussards cantonne en octobre 1800 à Bergame et Brescia, avant de passer le Mincio en décembre 1800. Le régiment est engagé au combat de Bassano (11 janvier 1801). En mai 1802, le 12e Hussards rentre en Suisse où il prend le nom de 30e Dragons, le 24 septembre 1803
- 1813 : Espagne et Campagne d'Allemagne
  - Le 9e Bis de Hussards, formé le 8 janvier 1812 avec des escadrons du 9e Hussards, prend le nom de 12e Hussards, le 10 mai 1813. Dans le même temps 3 nouveaux escadrons du 12e Hussards, formés par le dépôt régimentaire sont affectés à la division Fournier (3e Corps de Cavalerie) et participent aux batailles de Luckenwald, de Gross Beeren et du 16 au 19 octobre à la Bataille de Leipzig
- Armée de Lyon - 1814 : en février 1814, les 3 escadrons rentrés d'Espagne sont engagés sous les ordres du maréchal Augereau aux combats de Mâcon, de Belleville, à la bataille de Limonest et à l'affaire de Saint-Donat. L'ordonnance royale du 12 mai 1814, incorpora les restes du 12e Hussards dans le 6e Lanciers (Berry).

### De 1873 à 1914

Sous-officier du à Saumur en 1896.

Le 12e régiment de hussards est recréé en 1873. Il ne quitte pas la métropole et ne participe à aucune campagne avant 1914. Il est successivement caserné à Saint-Germain-en-Laye (1873-1874), au camp de Rocquencourt (1874-75), de nouveau à Saint-Germain (1874-76), à Dinan (1876), retour à Rocquencourt (1876), puis à Rennes et Dinan (1877-1878), à Dinan de 1879 à 1892 et enfin à Gray de 1892 à 1914.

### Première Guerre mondiale

#### Affectations
- Casernement en juillet 1914 à Gray[11] à la 8e brigade de cavalerie légère de la 8e division de cavalerie (8e DC) d'août 1914 à août 1916[12].

#### 1914
Campagne d'Alsace en 1914
Le régiment combat à Altkirch le 7 août 1914. Il entre à Mulhouse avec la 8e DC, à l'issue de la seconde bataille de Mulhouse.
Combats de la Marne et Course à la Mer
La 8e DC quitte l'Alsace fin août et rejoint la Marne début septembre, rattachée au 2e corps de cavalerie. Après la bataille de la Marne, le régiment participe à la course à la mer.
Groupe d'escadrons de réserve
- Les 5e et 6e escadrons de réserve du régiment forment un groupement à Épinal à la mobilisation. Il est rattaché à la 71e division de réserve et est engagé dans les Vosges[15]. Il quitte le régiment en décembre 1914[16].

#### 1915
En Champagne 1915-1916
Après un repos de décembre 1914 à janvier 1915, le régiment rejoint la Champagne. Il combat dans les tranchées pendant la première bataille de Champagne. Par rotations, le régiment part défendre les tranchées pendant jusqu'en août 1916. 
Le 3 janvier 1916, les 5e et 6e escadrons du 12e hussards rejoignent le régiment et forment un groupe d'escadrons divisionnaires. Il est affecté au détachement d'armée de Lorraine puis à la 71e DI. Il est dissous le 11 janvier 1917.

#### 1916
Séparation en août 1916
- Le régiment est scindé d'août 1916 à août 1917, en deux 1/2 régiments : Le 1er groupement part à la 73e division d'infanterie[12], le 2e groupement à la 129e division d'infanterie[18]. Le groupe associé à la 73e DI est formé de l'état-major (EM), du 1er et du 2e escadron, soit 11 officiers, 1 médecin-major, 1 aide vétérinaire, 329 hussards et 439 chevaux[12], celui à la 129e DI des 3e et 4e escadrons, soit 11 officiers, 1 médecin-aide-major, 1 assistant vétérinaire, 311 hussards et 326 chevaux[18].

#### 1917
De mars à juillet 1917, le 2e escadron est détaché à la 72e DI,.
Regroupement en 1917
- Le 12e Hussards est regroupé à 4 escadrons d'août[6] à décembre 1917[20].

#### 1918
- le régiment est de nouveau scindé en deux 1/2 régiments du 7 décembre 1917 à février 1919 : le 1er groupement au profit de la 67e division d'infanterie et le 2e groupement au profit de la 68e division d'infanterie[20].

### Après guerre
Regroupement

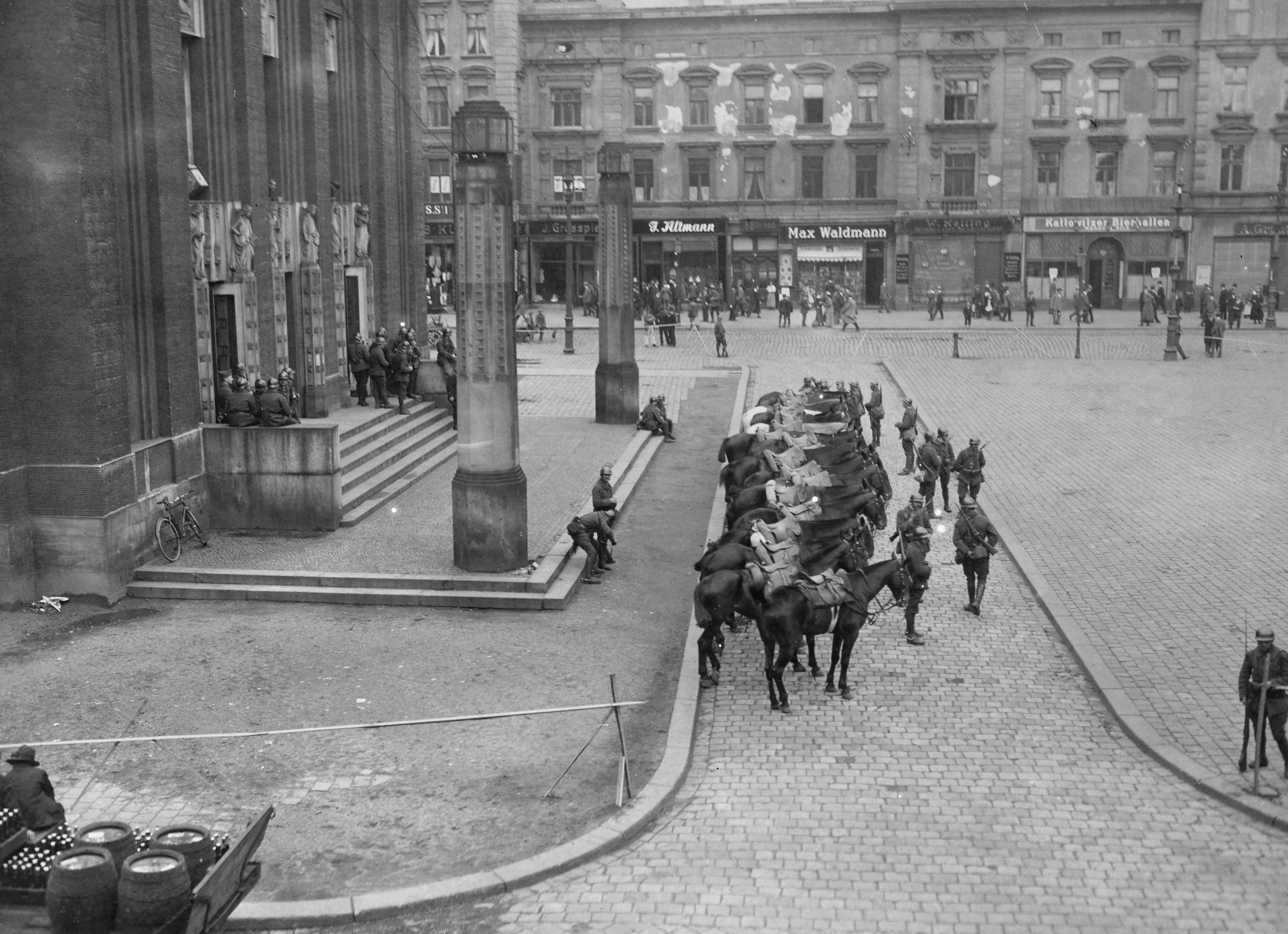
Cavaliers français, probablement le, à Katowice en 1920-1921.

Le régiment est regroupé le 31 janvier 1919 à Aldenhoven en Rhénanie occupée. Il est rattaché à la 46e DI. Il revient en France en août.
Haute Silésie
Le 12e Hussards est désigné en janvier 1920 pour faire partie des troupes d'occupation interalliées du territoire de plébiscite de Haute-Silésie. Il part en février 1920 avec la 46e DI. Il rentre en France après octobre 1921, sa dissolution ayant été décidée en mars 1921,.

## Étendard

Dessin du revers de l'étendard du.

Il porte, cousues en lettres d'or dans ses plis, les inscriptions suivantes :
- Marengo 1800
- Lyon 1814
- Alsace 1914
- La Marne 1914

## Décorations
Le régiment est décoré de la croix de guerre 1914-1918 avec étoile d'argent.

## Uniforme

Uniforme du 9e bis de hussards en 1812

- flamme du bonnet : bleu
- cordon : blanc
- collet : bleu
- dolman : brun
- pelisse : bleu
- parement : bleu
- tresses : blanc
- culotte : bleu

## Personnages célèbres
- Adrien François de Bruno, chef d'escadrons en 1803
- Ferdinand de Chalendar, sous-lieutenant en 1889
- Louis Claude du Chastel, capitaine en 1800
- Louis Pierre Alphonse de Colbert, colonel en 1812
- Auguste Frotiée, sous-lieutenant en 1886
- Pierre Louis Girard-dit-Vieux, capitaine en 1812
- Auguste Étienne Marie Gourlez de Lamotte, capitaine en 1793
- Gérard Lacuée, en 1794, alors simple cavalier
- Hubert Lyautey, chef d'escadrons au régiment en 1893
- Pierre Hugues Victoire Merle, capitaine en 1793
- Robert Olleris, sous-lieutenant en 1913
- Joseph Simon Pozac, volontaire en 1798
- Louis Charles Barthélémy Sopransi, hussard volontaire en 1798 puis sous-lieutenant en 1800
- Alexandre Thibaut de la Rochethulon, engagé au régiment en 1883
- Georges Tixier, sous-lieutenant en 1893
- Robert Altmayer, capitaine en 1911

## Sources et bibliographie
- André Jouineau et Jean-Marie Mongin, Les hussards français : [1786-1815], t. 1 : De l'Ancien régime à l'Empire : 1786-1804, Paris, Histoire et collections, coll. « Officiers et soldats » (no 5), 2004, 82 p. (ISBN 978-2-915239-02-7, OCLC 469390931).
- André Jouineau, Les hussards français, t. 3 : Du 9e au 14e Régiment, 1804-1812, les Cent-Jours, la Restauration, Paris, Histoire & collections, coll. « Officiers et soldats » (no 9), 2007, 82 p. (ISBN 978-2-35250-036-0, OCLC 471004580).
- Chef d'escadrons Burthe d'Annelet, Historique du 12e Régiment de Hussards, Gleiwitz, Impr. du "Sztandar Polski", 1920, 88 p., lire en ligne sur Gallica
- Historique du 12e régiment de hussards, Paris, Charles-Lavauzelle, 1902, 120 p.